# 茨維瑟爾山
71°43′S 12°8′E / 71.717°S 12.133°E
茨維瑟爾山（英語：Zwiesel Mountain）是南極洲的山峰，位於毛德皇后地，屬於彼得曼山脈中皮克山脈北部的一部分，海拔高度2,970米，該山峰由德國探險隊發現。